# Hans Jax
Hans Jax, född 6 mars 1948, är en svensk karikatyrtecknare, tecknare, illustratör och före detta ishockeyspelare och tränare.
Hans Jax är en karikatyrtecknare och illustratör anlitad av till exempel Falu Kuriren.
Som ishockeyspelare startade Hans Jax sin karriär i Vikarby IK 1962. Han skrev på för Leksands IF 1966 men övergången stoppades och han blev ett så kallat ettårsfall. Han spelade i Leksand i totalt 11 säsonger, men han hann också med spel i IF Björklöven, IK Rommehed och IFK Lidingö. Efter sin aktiva karriär har Hans Jax varit tränare i Tyringe SoSS, Falu IF och Leksands IF.
Hans Jax spelade i Sveriges herrlandslag i ishockey mellan 1974 och 1977 och han erhöll Stora Grabbars Märke nummer 100.
Hans Jax är far till Fredrik Jax, före detta ishockeyspelare.

## Meriter
- SM-guld 1969, 1973, 1974, 1975
- VM-silver 1977
- VM-brons 1975, 1976

## Klubbar
- IFK Lidingö (1981-1983)
- IK Rommehed (1980-1981)
- Leksands IF (1979-1980)
- IF Björklöven (1977-1979)
- Leksands IF (1967-1977)
- Vikarby IK (1962-1966)